# 神祇院
神祇院（じんぎいん）は、かつてあった日本の国家機関のひとつ。内務省の外局。
昭和初期の神祇官興復運動、神祇特別官衙設置運動を受けて、1940年（昭和15年）の皇紀2600年記念に際して設置された。敬神思想の普及に努めたが特に目立った成果をあげないまま、敗戦後、連合国軍最高司令官総司令部（GHQ）からの神道指令を受けて、1946年（昭和21年）1月31日限りで廃止された。

## 神祇院の設置
神祇院官制（昭和15年勅令第736号）により、1940年(昭和15年)11月9日、内務省神社局が昇格し、同省の外局として設置される。所在地は東京市麹町区霞ヶ関一丁目二番地（内務省庁舎）。
総裁は内務大臣が兼務するものと定められ、初代総裁には安井英二内務大臣が就任。副総裁には、飯沼一省神社局長が就任し、廃止までその任に当たった。
総裁官房及び総務局、政務局が置かれ、神宮に関する事項、官国幣社以下神社に関する事項、神官および神職に関する事項、敬神思想の普及に関する事項を掌ることとされた。

## 神道指令と神祇院の廃止
1945年（昭和20年）12月15日にGHQが政府に対して発した覚書「国家神道、神社神道ニ対スル政府ノ保証、支援、保全、監督並ニ弘布ノ廃止ニ関スル件」(SCAPIN-448)を受け、神祇院は廃止されることとなり、行政整理実施ノ為ニスル内務省官制中改正等ノ件（昭和21年勅令第59号）により、1946年(昭和21年)1月31日限りで神祇院官制は廃止された。
1946年2月2日公布、同日施行の「｢ポツダム｣宣言ノ受諾ニ伴ヒ發スル命令ニ關スル件ニ基ク宗教法人令中（昭和21年勅令第71号）附則第2項の規定により、神社明細表記載の神社及び靖国神社は、宗教法人とみなされ、旧官国幣社の一部を除きほとんどの神社は、皇典講究所、大日本神祇会、神宮奉斎会によって2月3日に設立された宗教法人神社本庁と被包括関係となった。

## 参照
1. ↑  阪本是丸 『明治維新と国学者』 大明堂、1993年、193頁
2. ↑  行政整理実施ノ為ニスル内務省官制中改正等ノ件（昭和21年勅令第59号）、『官報』第5713号、昭和21年1月31日。
3. ↑  官報. 1940年11月9日 内務省告示第589号（神祇院ノ位置）
4. ↑  神祇院官制第5条
5. ↑  神祇院官制第1条